# Cerro Aruntaya
El Cerro Aruntaya, cuyo nombre oficial es Área Municipal de Protección Ambiental (AMPA), es una área protegida municipal del departamento de La Paz, en el macrodistrito Sur, cerca del barro Urbanización Ciudadela Stronguista y Los Claveles. Se encuentra en las ecorregiones de valles secos y puna. Se trata de formaciones geológicas con una extensión de 10.8 hectáreas, a  una altura entre 3.420 m s. n. m. a 3.670 m s. n. m.

## Nivel de protección
Con el objetivo de conservar y proteger el área, esta fue declarada como Patrimonio Natural Paisajístico del municipio de La Paz, bajo las siguientes legislaciones:
- Ordenanza Municipal N.º 259/2015 (elevada a rango de Ley Municipal Autonómica mediante LMA N.º 238/2017).
- Ordenanza Municipal N.º 147/2000 HAM - HCM 117/2000.

## Atractivos
- Restos arqueológicos
- Serranía y áreas de cultivo
- Flora nativa y fauna silvestre
- Aviturismo
- Investigación científica
- Trekking

## Amenazas
- Incendios

- Residuos sólidos
- Asentamientos humanos